# Erik Abramov
Erik Abramov (Potsdam, 1 de julio de 1999) es un deportista alemán que compite en judo.
En los Juegos Europeos de Cracovia 2023 consiguió una medalla de plata en la prueba de equipo mixto. Ganó una medalla de bronce en el Campeonato Europeo de Judo de 2025, en la categoría de +100 kg.

## Palmarés internacional
| Juegos Europeos    | Juegos Europeos         | Juegos Europeos   | Juegos Europeos |
| Año                | Lugar                   | Medalla           | Categoría       |
| ------------------ | ----------------------- | ----------------- | --------------- |
| 2023               | Krynica-Zdrój (Polonia) | Medalla de plata  | Equipo mixto    |
| Campeonato Europeo |                         |                   |                 |
| Año                | Lugar                   | Medalla           | Categoría       |
| 2025               | Podgorica (Montenegro)  | Medalla de bronce | +100 kg         |